# 埃瑟山
77°56′S 164°5′E / 77.933°S 164.083°E
埃瑟山（英語：Esser Hill）
是南極洲的山峰，位於維多利亞地的斯科特海岸，海拔高度1,235米，是普里迪冰川和布萊克韋爾德冰川的分界點，現時由南極條約體系管理。